# Indiana (métro de Chicago)
Pour les articles homonymes, voir Indiana (homonymie).
Indiana  est une station aérienne de la ligne verte du métro de Chicago située sur le tronçon de la South Side Main Line. Elle se trouve dans le secteur de Grand Boulevard, dans le South Side, à proximité de la Wendell Phillips Academy High School.

## Description
Indiana a été construite par la South Side Rapid Transit en 1892 dans le cadre de l’Exposition universelle de 1893 qui eut lieu à Jackson Park. 
Conçue par l'architecte Myron H. Church, elle fut agrandie en 1908 dans le cadre de l’ouverture la branche de Kenwood et de Stock Yards. 
Elle servait de station de correspondance entre les trois lignes, seule la ligne de la South Side Rapid Transit traversait la station tandis que les deux autres y faisaient demi-tour. 
La pression des habitants du quartier, lasses du bruit et le manque de rentabilité de la ligne entrainèrent la fermeture des deux branches de Stock Yards et de Kenwood en 1957. 
En 1987, la Chicago Transit Authority hésita, vue l’état de délabrement avancé de la station de fermer celle-ci, mais finalement en 1988, il décida plutôt de se lancer dans une profonde reconstruction. 
Lors de la grande rénovation de la ligne verte entre 1994 et 1996, la station  ferma ses portes mais ne subit que des modifications mineures. 
Le 15 septembre 1999, la Chicago Transit Authority annonça la reconstruction de l’entrée principale de la station, le remplacement de l'auvent et de ses voies d’accès afin de les rendre accessible aux personnes à mobilité réduite. Ces travaux se sont terminés le 1er mai 2001.
Indiana se trouve dans une chicane coincée entre deux virages sur Indiana Avenue ce qui explique la forme de ses quais. Une autre station du métro de Chicago est dans le même cas : Sheridan sur la ligne rouge.  
Indiana est protégée comme patrimoine architectural et plusieurs pièces de la station font partie du Smithsonian Institution.

## Dessertes
| Nord/Ouest                            |  |             |  | Sud/Est                                |
| ------------------------------------- |  | ----------- |  | -------------------------------------- |
| 35th–Bronzeville–IIT vers Harlem/Lake |  | ligne verte |  | 43rd vers Cottage Grove / Ashland/63rd |
| modifier sur Wikidata                 |  |             |  |                                        |

## Correspondances
Avec les bus de la Chicago Transit Authority :
- #1 Indiana/Hyde Park
- #39 Pershing